# 金山乡 (呼玛县)
金山乡，是中华人民共和国黑龙江省大兴安岭地区呼玛县下辖的一个乡镇级行政单位。

## 行政区划
金山乡下辖以下地区：
金山村、翻身屯村、三间房村、友谊村、察哈彦村和新街基村。